# Eddy Monsels
Edward George (Eddy) Monsels (Paramaribo, 24 januari 1948 – 1 november 2023) was een Surinaamse atleet, die gespecialiseerd was in de sprintafstanden. Hij werd driemaal Nederlands kampioen (tweemaal outdoor en eenmaal indoor).

## Biografie
Monsels werd geboren als zoon van een predikant van de Evangelische Broedergemeente Suriname. Hij nam als enige Surinaamse sporter deel aan de Olympische Zomerspelen van 1968 in Mexico-Stad (Mexico) en was daarmee dus ook de Surinaamse vlaggendrager bij de openingsceremonie. Alhoewel het voor de tweede keer was dat Suriname zich inschreef voor deelname aan de Spelen, had Monsels de eer om als eerste Surinamer tijdens een Olympische Spelen ook werkelijk in actie te komen. In 1960 was namelijk Wim Esajas door een fout van een Surinaamse official niet aan de start verschenen in de voorronde van de 800 m.
Monsels kwam uit op het atletiekonderdeel 100 m voor mannen. In de eerste ronde liep hij deze afstand in 10,4 s, waarmee hij zich plaatste voor de kwartfinale. Alleen de beste vier van elke kwartfinale konden door naar de halve finale, maar met opnieuw een tijd van 10,4 eindigde hij als laatste (8e).
Suriname maakte tot 1975 nog deel uit van het Koninkrijk der Nederlanden en zodoende kon Eddy Monsels enkele keren meedoen aan de Nederlandse atletiekkampioenschappen. In zowel 1968 als in 1971 werd hij Nederlands kampioen op de 100 m. In 1975 studeerde hij af in de Geologie aan de Rijksuniversiteit Leiden, waarna hij als geoloog terugkeerde naar zijn vaderland.
Zijn vijf jaar jongere broer Sammy Monsels zou tijdens de Olympische Zomerspelen van zowel 1972 (München) als 1976 (Los Angeles) namens Suriname uitkomen op de atletiekonderdelen 100 en 200 m voor mannen.

## Nederlandse kampioenschappen
Outdoor
| onderdeel | jaar       |
| --------- | ---------- |
| 100 m     | 1968, 1971 |

Indoor
| onderdeel | jaar |
| --------- | ---- |
| 60 m      | 1970 |

## Persoonlijk record
| Onderdeel | Prestatie           | Datum           | Plaats      |
| --------- | ------------------- | --------------- | ----------- |
| 100 m     | 10,45 s (+ 2,0 m/s) | 13 oktober 1968 | Mexico-Stad |

## Palmares

### 60 m
- 1970:  NK indoor – 6,7 s
- 1971:  Indoormatch om Tartan Trofee in Leiden – 6,5 s (NR)
- 1972:  NK indoor - 6,7 s

### 100 m
- 1968:  NK – 10,5 s
- 1968: 8e in ¼ fin. OS – 10,45 s
- 1969:  Gouden Spike – 10,5 s (+1,3 m/s)
- 1969: 4e NK – 11,0 s
- 1970:  Gouden Spike – 10,6 s
- 1971:  NK – 10,5 s